# Choriplax grayi
Choriplax grayi är en blötdjursart som först beskrevs av Henry Adams och George French Angas 1864.  Choriplax grayi ingår i släktet Choriplax och familjen Choriplacidae. Inga underarter finns listade i Catalogue of Life.